# René-Charles Béliveau
Pour les articles homonymes, voir Béliveau.
René-Charles Béliveau (1872-1914) est un caricaturiste, illustrateur, scénariste et peintre québécois, pionnier de la bande dessinée québécoise, qui a travaillé entre Montréal et Paris.

## Biographie

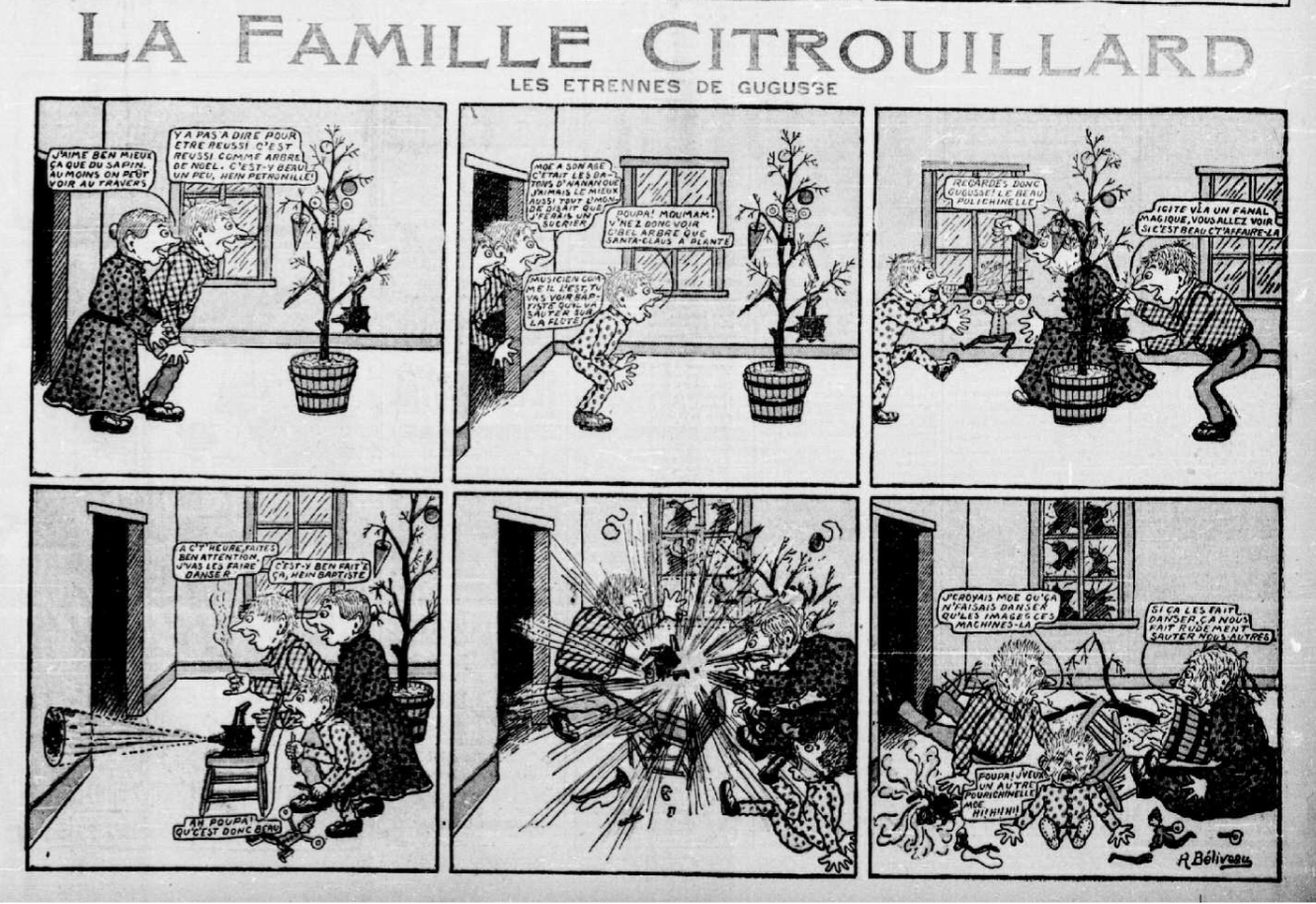
Planche de La Famille Citrouillard publiée dans La Patrie du 31 décembre 1904.

Né Charles-Irénée Béliveau (il signait « R. Béliveau »), il est issu d'une famille bourgeoise de Montréal ; son père est Charles-Adrien Béliveau (1847-1874) et sa mère, Marie-Marguerite Beauvais. Le jeune Charles est sans doute élevé avec l'aide de son grand-père, Joseph Béliveau (1820-1902) et il est possible qu'il soit lié à Louis-Joseph Béliveau, ancien directeur de la banque Jacques Cartier.
Après un stage en langue anglaise à Burlington (Vermont), il part étudier l'art à Paris en 1890 et se retrouve parmi huit autres jeunes canadiens artistes tels que Joseph-Charles Franchère, Charles Gill et Joseph Saint-Charles : tous sont ou ont été élèves de l'Académie Julian et sont soutenus par l'ambassade canadienne à Paris, dans le cadre d'un programme d'échanges culturels.
Le 2 novembre 1893, l'ambassade l'informe qu'il est admis à se présenter à l'école des beaux-arts de Paris dans l'atelier de Jean-Léon Gérôme.
Béliveau passe dix ans en Europe : il voyage en Italie, Espagne, Allemagne, mais son point d'attache reste Paris. C'est là qu'il rencontre une jeune française, Camille Monier, née en 1877, et qu'il se marie avec elle en 1897 : le couple a deux enfants, nés en France ; le troisième est né à Montréal.
Il est de retour au pays aux alentours de 1900 : cette année-là, il figure au Salon de l'Art Association of Montreal, en tant que peintre et dessinateur ; il y présente ses travaux les années suivantes, jusqu'en 1910. Il expose des portraits et des paysages, mais aussi des projets de décoration murale.
En 1903, il est recruté comme dessinateur pour le journal La Patrie. En compagnie d'Albéric Bourgeois et de Raoul Barré, il compose des strips de six cases comportant des phylactères : sa série La Famille Citrouillard — lointain écho à La Famille Fenouillard (1889-1893) de Christophe — est aujourd'hui célèbre pour être l'une des premières bande dessinée francophone structurée ainsi,. Son travail pour La Patrie commence en février 1904 et s'arrête sans doute vers septembre 1905, période au cours de laquelle il invente plusieurs autres séries, comme Le Père Nicodème. Ensuite, La Famille Citrouillard est reprise par Théophile Bisson puis Th. Busnel ; par la suite les personnages de la Famille Citrouillard se mélangent à ceux des Aventures de Timothée, et vice-versa,.
Béliveau croit davantage en sa carrière de peintre et de décorateur : il délaisse la presse pour composer de nombreuses peintures murales dans divers lieux de Montréal (café, espace sportif). Il participe à l'exposition annuelle de l'Académie royale canadienne de 1907, au Salon de peinture et sculpture du club Saint-Denis de Montréal en 1911.
Sa fin de vie semble marquée par de nombreux drames : depuis 1910, il souffre de tuberculose ; son épouse Camille est morte en 1905 du même mal et Béliveau sombre progressivement dans la dépression. Par la suite, il épouse sa belle-sœur, Henriette Monier, quelques jours avant de mourir. Puis Henriette serait retournée en France, emportant avec elle de nombreuses œuvres de son époux : née en 1874, elle était originaire de Recloses (Seine-et-Marne).
L'œuvre du peintre est, à ce jour, considéré comme relativement rare.

## Œuvre

### Livre illustré
- Aristide Filiatreault, Contes, anecdotes et récits canadiens dans le langage du terroir, préface de Rémi Tremblay, Montréal, I. Filiatreault, 1910.